# Село имени Рысбека батыра
имени Рысбека батыра (каз. Рысбек батыр атындағы, до 1993 г. — Луначарское) — село в Жуалынском районе Жамбылской области Казахстана. Входит в состав Боралдайского сельского округа. Код КАТО — 314239600.

## Население
В 1999 году население села составляло 488 человек (254 мужчины и 234 женщины). По данным переписи 2009 года, в селе проживали 473 человека (254 мужчины и 219 женщин).